# IC 1181
IC 1181 је спирална галаксија у сазвјежђу Херкул која се налази на листи објеката дубоког неба у Индекс каталогу.
Деклинација објекта је + 17° 35' 37" а ректасцензија 16h 5m 33,9s. Привидна величина (магнитуда) објекта IC 1181 износи 15,0 а фотографска магнитуда 15,9. IC 1181 је још познат и под ознакама UGC 10189, MCG 3-41-98, CGCG 108-120, VV 194, ARP 172, DRCG 34-39, PGC 57063.